# Gobernación de Orihuela

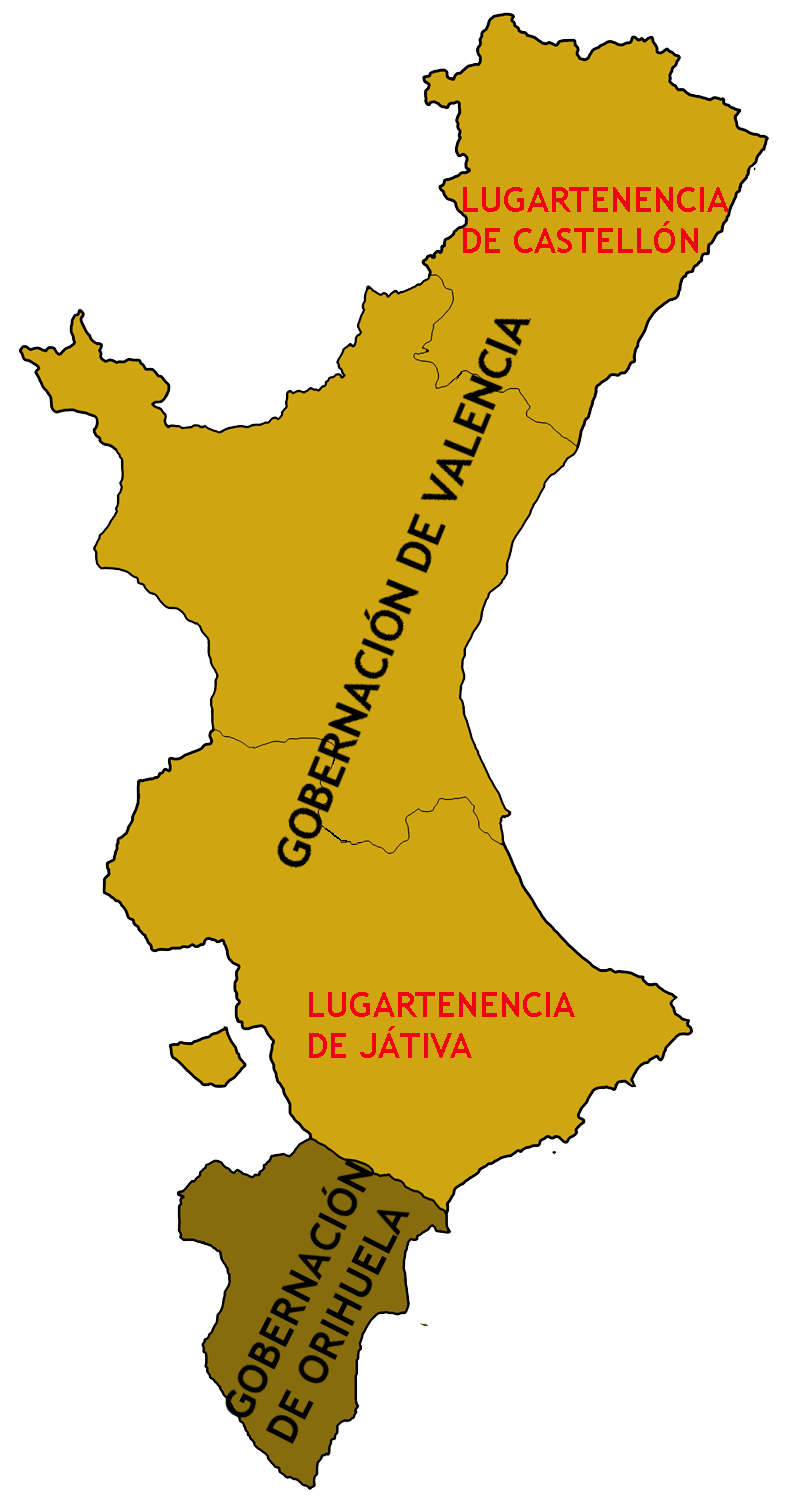
Gobernación de Orihuela en el reino de Valencia

La gobernación de Orihuela, también conocida como Gobernación oriolana, governació dellà Xixona, fue una demarcación administrativa del reino de Valencia con sede en Orihuela surgida en la Edad Media, que llegó a ser una de las dos gobernaciones generales del reino. Comprendía el territorio de las actuales comarcas alicantinas del Vega Baja, el Bajo Vinalopó, el Campo de Alicante y el Medio Vinalopó.

## Orígenes
Cabezuelo Pliego señala que los antecedentes de la gobernación de Orihuela se remontan a la creación de la Gobernación dellà Sexòna tras la sentencia de Torrellas de 1304 y el Tratado de Elche de 1305, que se convirtió posteriormente en su mayor parte entre 1329 y 1363 en un señorío jurisdiccional con el infante Fernando de Aragón como titular, cuya lealtad durante la guerra de los dos Pedros, osciló entre Castilla y Aragón. El poblamiento cristiano del territorio tuvo lugar entre la segunda mitad del siglo XIII y los comienzos del siglo XIV. A pesar de los resultados de la sentencia de Torrellas y el Tratado de Elche, que configuraron las fronteras entre las Coronas de Aragón y de Castilla, el territorio asociado a la gobernación de Orihuela permaneció dependiendo eclesiásticamente de la diócesis de Cartagena. En septiembre de 1366 Pedro IV de Aragón procedió a la creación de la Gobernación General de Orihuela autónoma en el plano administrativo del Reino de Valencia. En 1420 se produjeron confrontaciones entre las comunidades mudéjares del territorio y Orihuela, de población mayoritariamente cristiana. Durante la época foral valenciana la gobernación contó con un estatus especial hasta 1707.